# Cascapédia–Saint-Jules
Cascapédia–Saint-Jules är en kommun i provinsen Québec i Kanada. Den ligger i regionen Gaspésie–Îles-de-la-Madeleine, i den östra delen av landet, 800 km öster om huvudstaden Ottawa.
Kommunen är officiellt tvåspråkig (franska och engelska), med 56 % engelsktalande och 46 % fransktalande (modersmålstalare) vid folkräkningen 2021.